# فرناندو باترسون
فرناندو باترسون (بالإسبانية: Fernando Patterson)‏ (15 مارس 1970 بكوستاريكا - ) هو مدرب كرة قدم ولاعب كرة قدم كوستاريكي في مركز حراسة المرمى. شارك مع منتخب كوستاريكا لكرة القدم. أما مع النوادي، فقد لعب مع نادي كارتاهينيس ونادي رامونينسي وA.D. Turrialba ‏ ونادي سان كارلوس وHeredia Jaguares de Peten ‏ وDeportivo Xinabajul ‏ والرابطة الرياضية في ليمون وDeportivo Coatepeque ‏ وديبورتيفو بيتابا وكوبان إمبيريال ونادي بونتاريناس.

## وصلات خارجية
- فرناندو باترسون على موقع قاعدة بيانات كرة القدم.إي يو (الإنجليزية)
- فرناندو باترسون على موقع ناشيونال فوتبول تيمز (الإنجليزية)